# Husande

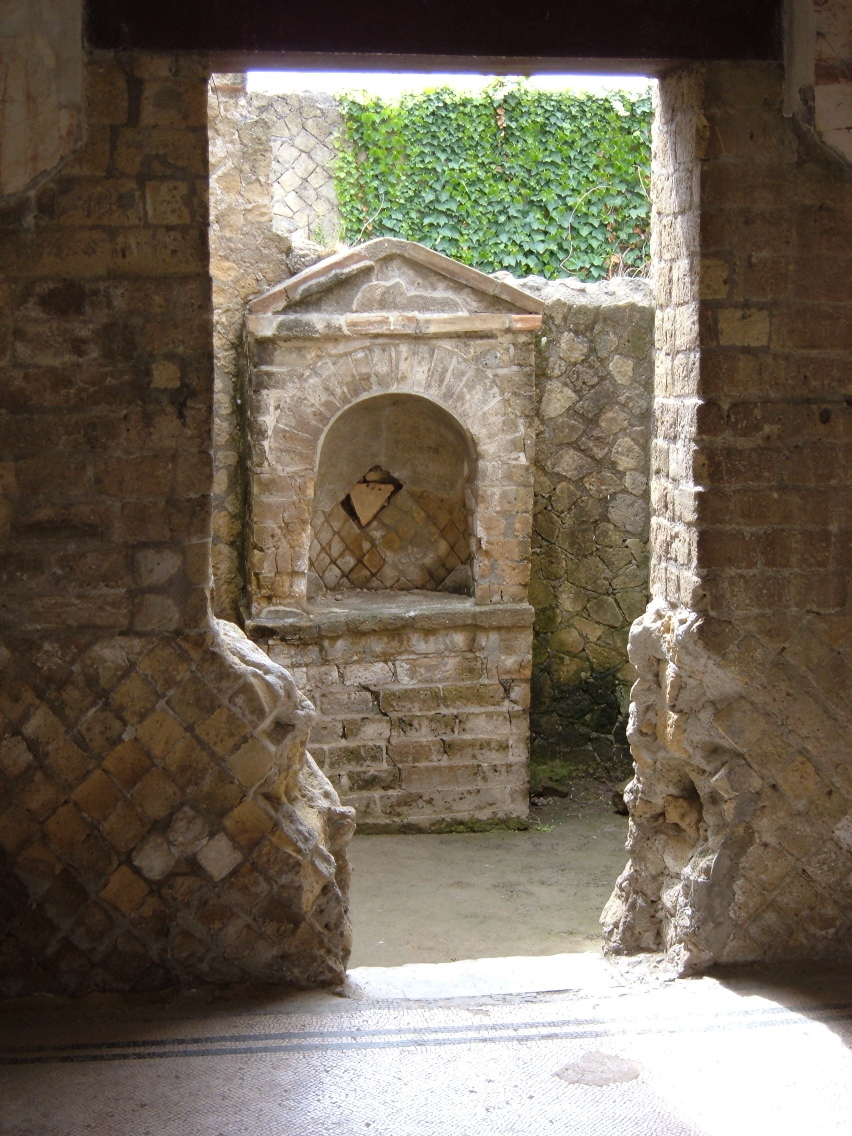
Altare i romersk bostad, troligen för husandar

En husande eller husgud är ett övernaturligt väsen som enligt folktron uppehåller sig i ett hus eller på en tomt.
Till de europeiska husandarna hör hustomtar och gårdstomtar i Sverige, husnisser och gårdsnisser i Danmark och Norge, Heinzelmännchen och somliga kobolder i Tyskland, brownies och hobs i Skottland och England samt larer och penater i det antika Rom. Även den ryska domovoj är ett liknande väsen.
I Thailand är många hus och byggnader utrustade med ett litet andehus, san phra phum, tänkt som boplats för de goda andarna.